# Oppåt med Gröna Hissen
Oppåt med Gröna Hissen är en svensk komedi från 1952 i regi av Börje Larsson.

## Handling
Billys och Mariannes äktenskap är i kris. Han får rådet av sin granne Malte att inbilla Marianne att han har kvinnor vid sidan om. Samtidigt talar Marianne om för Maltes hustru Blanche att det irriterar henne att andra kvinnor inte vill ha hennes man. 
En kväll beslutar sig Billy och Marianne att hitta på något tokigt, det slutar med att de provar att blanda ihop drinkar av spritförrådet, det mest lyckade resultatet döps till "Gröna hissen". I spritruset åker de iväg i en racerbåt, men bensinen tar slut och de tvingas simma iland. Där möts de av polisen som berättar att det finns en förrymd björn i området. Billy, som fått råg i ryggen av supandet, låter sig inte skrämmas och när han stöter på björnen låser han in den i bilen. 
När Marianne och Malte kommer hem tillsammans hittar de Billy och Blanche i en situation som väcker misstankar. Marianne får en chock och kör iväg med björnen i baksätet. 

## Om filmen
Filmen premiärvisades 26 december 1952. Inspelningen skedde med ateljéfilmning i Imagoateljéerna i Stocksund med exteriörer från Naturhistoriska riksmuseet och Strandvägen i Stockholm av Olle Ekman. Som förlaga har man Avery Hopwoods teaterpjäs Fair and Warmer (Gröna Hissen) som uruppfördes på Eltinge Theatre i New York 1915 med svensk premiär på Vasateatern i Stockholm 1921. Börje Larsson gjorde den första svenska filmen av Gröna hissen 1944 på ett manuskript av Torsten Lundqvist. För filminspelningen lånade man en cirkusbjörn från Danmark, Gus Dahlström och Holger Höglund som var filmens djurskötare hade en del mellanhavanden med björnen. Dessa scener skars ut och redigerades till en barntillåten film med titeln Gus och Holger som björnjägare.

## Roller i urval
- Arnold Sjöstrand - doktor Brenner
- Stig Järrel - William "Billy" Forsberg, docent i entomologi
- Annalisa Ericson - Blanche Lövman, hustru till Billys skolkamrat
- Gunnar Björnstrand - Malte Lövman, kallad Lövet, disponent, Billys skolkamrat
- Inger Juel - Marianne Forsberg, f.d. aktris, gift med Billy
- Georg Rydeberg - Philip Lange, teaterhabitué
- Tollie Zellman - Millie, teaterchef, Mariannes mor
- Lillebil Kjellén - Elsie, husa hos Forsbergs
- Gus Dahlström - Gus, djurskötare
- Holger Höglund - Holger, djurskötare
- Georg Adelly - Oscar, Elsies uppvaktande kavaljer
- Gunnar Hedberg - vakt på naturhistoriskt museum